# Корнеев, Николай Андреевич
Никола́й Андре́евич Корне́ев (5 мая 1923, село Трескино, Саратовская губерния — 27 апреля 2019) — советский и российский биолог, специалист в области сельскохозяйственной радиологии, радиоэкологии и кормопроизводства. Ветеран Великой Отечественной войны, участник обороны Севастополя. Один из ликвидаторов Кыштымской аварии 1957 года и Чернобыльской аварии 1986 года. Академик ВАСХНИЛ (1975). Лауреат Государственной премии СССР (1980). Первый директор ВНИИСХРАЭ в 1973—1989 годах.

## Образование и учёные степени
- Московская сельскохозяйственная академия имени К. А. Тимирязева
- Кандидат сельскохозяйственных наук[2]
- Доктор биологических наук (1969)

## Биография
- 1948—1954 — Заведующий группой селекции кормовых культур Западно-Казахстанской сельскохозяйственной опытной станции.
- 1955—1956 — Заведующий отделом селекции Западно-Казахстанской сельскохозяйственной опытной станции.
- 1956—1960 — Заведующий отделом земледелия и кормодобывания, заместитель директора по научной работе Владимирской сельскохозяйственной опытной станции.
- 1960—1969 — директор Опытной научно-исследовательской биологической станции химического комбината «Маяк» (Челябинская область).
- 1969—1973 — Заведующий лабораторией сельскохозяйственных биофизических исследований Всесоюзного научно-исследовательского института кормов имени В. Р. Вильямса.
- 1970—1973 — Заместитель директора по научной работе Всесоюзного научно-исследовательского института кормов имени В. Р. Вильямса.
- 1973—1989 — Директор Всероссийского научно-исследовательского института сельскохозяйственной радиологии и агроэкологии.
- 1989—1992 — Заведующий лабораторией генетики растений Всероссийского научно-исследовательского института сельскохозяйственной радиологии и агроэкологии.
- С 1992 — Главный научный сотрудник Всероссийского научно-исследовательского института сельскохозяйственной радиологии и агроэкологии.

Академик ВАСХНИЛ (1975), РАСХН (1992) и РАН (2013).

## Научные достижения
Разработал научную систему кормопроизводства и ведения животноводства на землях, загрязнённых радиоактивными веществами. Автор свыше 150 научных публикаций.

## Основные работы
Монографии
- Корнеев Н. А., Сироткин А. Н., Корнеева Н. В. Снижение радиоактивности в растениях и продуктах животноводства. — М.: Колос, 1977. — 208 с.
- Корнеев Н. А., Сироткин А. Н. Основы радиоэкологии сельскохозяйственных животных. — М.: Энергоатомиздат, 1987. — 207 с.

Брошюры
- Корнеев  Н. А., Алексахин Р. М., Ратников  А. Н., Сироткин А. Н., Спирин Е. В., Филипас А. С., Юланов В. П., Васильев А. В. Ведение личного подсобного хозяйства  на территории, загрязненной радиоактивными веществами. — Обнинск: ВНИИ сельскохозяйственной радиологии, 1991. — 24 с.
- Характеристика генофонда сельскохозяйственных культур по накоплению радиоцезия и задачи селекции в загрязнённой зоне Чернобыльской АЭС: Метод. рекомендации / Моск. отд-ние ВИР; Под ред. В. С. Шевелухи. — М., 1995. — 129 с.

Статьи
- Корнеев Н. А. Радиоактивные продукты деления в кормах сельскохозяйственных животных // Проблемы и задачи радиоэкологии животных. — М.: Наука, 1980. — С. 121—130.
- Корнеев Н. А. Наш курсантский батальон защищал Севастополь // Вестник Российской академии сельскохозяйственных наук. — 2005. — № 2. — С. 14—15.

## Награды и звания
- Орден Трудового Красного Знамени (1983)
- Орден «Знак Почёта» (1957)
- Орден Отечественной войны I степени (1985)
- Медаль «За отвагу»
- Золотая медаль ВДНХ
- Золотая медаль имени академика ВАСХНИЛ В. М. Клечковского (2002, первый лауреат)
- Государственная премия СССР (1980)
- Почетный гражданин города Обнинска (2003)